# Eleutherodactylus pantoni
Espèce
Synonymes
- Eleutherodactylus pantoni amiantus Schwartz & Fowler, 1973

Statut de conservation UICN

 NT  : Quasi menacé
Eleutherodactylus pantoni est une espèce d'amphibiens de la famille des Eleutherodactylidae.

## Répartition
Cette espèce est endémique de la Jamaïque. Elle se rencontre du niveau de la mer jusqu'à 1 640 m d'altitude.

## Publications originales
- Dunn, 1926 : The frogs of Jamaica. Proceedings of the Boston Society of Natural History, vol. 38, p. 111-130.
- Schwartz & Fowler, 1973 : The Anura of Jamaica: a progress report. Studies on the Fauna of Curacao and other Caribbean Islands, vol. 43, no 142, p. 50-142.